# Караси (посёлок станции, Тульская область)
Караси — поселок станции в Воловском районе Тульской области в составе Двориковского сельского поселения.

## География
Поселок станции находится в юго-восточной части Тульской области на расстоянии приблизительно 8 км на юг-юго-восток по прямой от поселка Волово, административного центра района у железнодорожной линии Узловая — Ефремов. Поселок фактически сросся с близлежащим поселком Ялта.

## История
Станция была открыта 1874 году (ныне остановочный пункт). Названа  по деревне, находящейся к западу от станции. 

## Население
Постоянное население составляло 28 человек (русские 93 %) в 2002 году, 31 в 2010.